# George Keith Elphinstone
Pour les articles homonymes, voir Keith et Elphinstone.
George Keith Elphinstone, 1er vicomte Keith, né le 7 janvier 1746 à Stirling, en Écosse, et mort le 10 mars 1823 à Tulliallan Castle, près de Kincardine, est un officier de marine britannique qui s'illustre notamment durant les guerres de coalitions internationales organisées et financées par la Grande-Bretagne contre la France.

## Biographie
Né en Écosse près de Stirling, il est le cinquième fils du dixième Lord Elphinstone. Deux de ses frères prennent la mer et il suit leur exemple en s'engageant dans la Royal Navy en 1761, sur le HMS Gosport, commandé par le capitaine John Jervis. En 1767, il voyage dans les Indes Orientales au service de la Compagnie britannique des Indes orientales. Il devient lieutenant en 1770, commandant en 1772 et capitaine de vaisseau en 1775.
Il fait ses premières armes pendant la guerre d'indépendance des États-Unis, où il occupe notamment Charleston, Caroline du Sud, avec une brigade navale. En janvier 1781, alors qu'il commande le HMS Warwick, un bâtiment de cinquante canons, il capture un vaisseau hollandais équivalent, qui avait battu un navire britannique quelques jours avant. La paix signée, il revient à terre pour dix ans, et se fait élire au Parlement dans les circonscriptions électorales de Dunbartonshire, puis Stirlingshire. Il est élu membre de la Royal Society en 1790.
Lorsque la guerre reprend en 1793, il est affecté sur HMS Robust, il prend alors part à la défense de Toulon sous les ordres de l'amiral Hood, en 1793.
Il est nommé vice-amiral en 1795 et enlève la colonie du cap de Bonne-Espérance aux Hollandais.
En 1800, il transporte en Égypte le corps d'armée du général Abercromby, empêche l'exécution de la convention d'El-Arich et reçoit la capitulation de Menou (1801).
Il est élevé en 1804 au rang d'amiral et de pair, et obtient en outre le commandement de toutes les forces maritimes de l'Angleterre dans la mer du Nord et la Manche.
C'est lui qui, en 1815, dirige l'embarquement de Napoléon pour Sainte-Hélène.

## Source
Marie-Nicolas Bouillet  et Alexis Chassang (dir.), « George Elphinstone, lord Keith » dans Dictionnaire universel d’histoire et de géographie, 1878 (lire sur Wikisource)